# African Cup of Champions Clubs 1978
Der African Cup of Champions Clubs 1978 war die 14. Ausgabe des jährlichen Fußballwettbewerbs, dem African Cup of Champions Clubs. Am Wettbewerb nahmen 24 Teams statt. Es endete mit dem Finalrückspiel am 17. Dezember zwischen Hafia FC aus Guinea und Canon Yaoundé aus Kamerun. Sieger wurde Canon Yaoundé, das nach einem 0:0-Unentschieden im Hinspiel das Rückspiel in Yaoundé mit 2:0 gewinnen konnte. Dies war nach 1971 bereits der zweite Erfolg des Vereins in der CAF Champions League.
Insgesamt nahmen 26 Mannschaften aus 26 Landesverbänden am Turnier teil.

## 1. Runde
|                         | Gesamt |                         | Hinspiel | Rückspiel |
| ----------------------- | ------ | ----------------------- | -------- | --------- |
| Al Tahaddy SC           | 5:4    | Medr Babur              | 3:1      | 2:3       |
| AS Corps Enseignement   | 1:4    | Matlama FC              | 1:2      | 1w/o 1    |
| Hardware Stars          | 1:5    | Al-Merrikh              | 1:1      | 0:4       |
| AS Garde Nationale      | 5:3    | Wallidan Banjul         | 3:1      | 2:2       |
| SCAF Tocages Bangui     | 2:4    | Olympic Niamey          | 1:3      | 1:1       |
| Kampala City Council FC | 3:1    | Horseed FC              | 1:1      | 2:0       |
| Silures Bobo-Dioulasso  | 10:20  | Benfica Bissau          | 7:0      | 3:2       |
| Simba SC                | 2:1    | Vautour Club Mangoungou | 2:0      | 0:1       |

## Achtelfinale
|                         | Gesamt |                        | Hinspiel | Rückspiel |
| ----------------------- | ------ | ---------------------- | -------- | --------- |
| JE Tizi-Ouzou           | 3:0    | Al Tahaddy SC          | 1:0      | 2:0       |
| Green Buffaloes         | 1:0    | Matlama FC             | 1:0      | 0:0       |
| Canon Yaoundé           | 3:2    | Al-Merrikh             | 2:0      | 1:2       |
| Hafia FC                | 6:0    | AS Garde Nationale     | 5:0      | 1:0       |
| Enugu Rangers           | 2w/o 2 | Olympic Niamey         |          |           |
| Kampala City Council FC | 3w/o 3 | Al-Ahly Kairo          |          |           |
| Africa Sports National  | 2:4    | Silures Bobo-Dioulasso | 2:1      | 1:3       |
| AS Vita Club            | 2:0    | Simba SC               | 1:0      | 1:0       |

## Viertelfinale
|                        | Gesamt |                         | Hinspiel | Rückspiel |
| ---------------------- | ------ | ----------------------- | -------- | --------- |
| JE Tizi-Ouzou          | 3:3    | AS Vita Club            | 3:2      | 0:1       |
| Canon Yaoundé          | 3:1    | Green Buffaloes         | 2:0      | 1:1       |
| Enugu Rangers          | 4:1    | Kampala City Council FC | 3:1      | 1:0       |
| Silures Bobo-Dioulasso | 1:8    | Hafia FC                | 0:4      | 1:4       |

## Halbfinale
|               | Gesamt          |               | Hinspiel | Rückspiel |
| ------------- | --------------- | ------------- | -------- | --------- |
| Hafia FC      | (a)3:3(a)       | AS Vita Club  | 2:0      | 1:3       |
| Canon Yaoundé | 0:0 (6:5 i. E.) | Enugu Rangers | 0:0      | 0:0 n. V. |

## Finale
Das Hinspiel fand am 3. Dezember statt, das Rückspiel am 17. Dezember.
|          | Gesamt |               | Hinspiel | Rückspiel |
| -------- | ------ | ------------- | -------- | --------- |
| Hafia FC | 0:2    | Canon Yaoundé | 0:0      | 0:2       |